# حاجی قدرت کندی
حاجی قدرت کندی یک روستا در ایران است که در دهستان قشلاق جنوبی شهرستان بیله‌سوار واقع شده‌است. حاجی قدرت کندی ۴۸ نفر جمعیت دارد.